# Église Saint-Nicolas de Ritiševo
Pour les articles homonymes, voir Église Saint-Nicolas.
L'église Saint-Nicolas de Ritiševo (en serbe cyrillique : Румунска православна црква Светог Николе у Ритишеву ; en serbe latin : Rumunska pravoslavna crkva Svetog Nikole u Ritiševu) est une église orthodoxe roumaine située à Ritiševo, dans la province autonome de Voïvodine, dans la municipalité de Vršac et dans le district du Banat méridional en Serbie. Elle est inscrite sur la liste des monuments culturels de grande importance de la république de Serbie (identifiant no SK 1436).

## Présentation
L'église est mentionnée pour la première fois en 1763 ; comme le reste du village, elle a été endommagée lors de la guerre austro-turque de 1788-1791 puis restaurée en 1796–1797 en respectant son style baroque, particulièrement visible dans sa voûte en bois et dans la tour-clocher qui domine la façade occidentale.
À l'intérieur, l'iconostase a été partiellement peinte par Simeon Jakšić de Bela Crkva en 1796–1797. D'autres icônes ont été peintes dans la seconde moitié du XVIIIe siècle. Les icônes des Portes royales et les fresques ont été réalisées par Georgije Đakonović en 1763. Sur le trône de la Mère de Dieu se trouve une icône représentant la Mère de Dieu à l'enfant qui mentionne l'évêque de Vršac Josif Jovanović Šakabenta. Quelques fresques sont dues à Rajko Stojanović et ont été peintes en 1804.